# Hyttsjön (Säfsnäs socken, Dalarna, 665595-143401)
Hyttsjön är en sjö i Hällefors kommun och Ludvika kommun i Dalarna och ingår i Göta älvs huvudavrinningsområde. Sjön har en area på 0,707 kvadratkilometer och ligger 252,6 meter över havet. Sjön avvattnas av vattendraget Gäddbäcken.

## Delavrinningsområde
Hyttsjön ingår i det delavrinningsområde (665612-143440) som SMHI kallar för Utloppet av Hyttsjön. Medelhöjden är 299 meter över havet och ytan är 22,7 kvadratkilometer. Det finns inga avrinningsområden uppströms utan avrinningsområdet är högsta punkten. Gäddbäcken som avvattnar avrinningsområdet har biflödesordning 4, vilket innebär att vattnet flödar genom totalt 4 vattendrag innan det når havet efter 391 kilometer. Avrinningsområdet består mestadels av skog (76 procent) och sankmarker (10 procent). Avrinningsområdet har 1,51 kvadratkilometer vattenytor vilket ger det en sjöprocent på 6,6 procent.